# RTJ4
RTJ4 er det fjerde studiealbum af den amerikanske hiphop duo Run the Jewels, som består af rapper og producer El-P og rapper Killer Mike. Albummet blev udgivet den 3. juni 2020.

## Spor
| RTJ4  | RTJ4                                                       | RTJ4 | RTJ4                                                 | RTJ4   | RTJ4 | RTJ4 | RTJ4 | RTJ4 | RTJ4 |
| #     | Titel                                                      | Sangskriver(e)                                                                                            | Producer                                             | Længde |      |      |      |      |      |
| ----- | ---------------------------------------------------------- | --- | ---------------------------------------------------- | ------ | ---- | ---- | ---- | ---- | ---- |
| 1.    | "Yankee and the Brave (Ep. 4)"                             | Jaime Meline • Michael Render • Torbitt Schwartz • Wilder Schwartz                                        | El-P • Little Shalimar • Wilder Zoby                 | 2:26   |      |      |      |      |      |
| 2.    | "Ooh La La" (featuring Greg Nice & DJ Premier)             | Meline • Render • T. Schwartz • W. Schwartz • Keith Elam • Christopher Martin • Darryl Barnes • Greg Mays | El-P • Little Shalimar • Wilder Zoby                 | 3:01   |      |      |      |      |      |
| 3.    | "Out of Sight" (featuring 2 Chainz)                        | Meline • Render • Tauheed Epps • Leon Sylvers III • T. Schwartz • W. Schwartz                             | El-P • Little Shalimar • Wilder Zoby                 | 3:21   |      |      |      |      |      |
| 4.    | "Holy Calamafuck"                                          | Meline • Render • Philip Thomas • Dave Sitek • T. Schwartz • W. Schwartz • Jordan Cruz                    | El-P • Sitek • Boots • Little Shalimar • Wilder Zoby | 3:58   |      |      |      |      |      |
| 5.    | "Goonies vs. E.T."                                         | Meline • Render • T. Schwartz • W. Schwartz                                                               | El-P • Little Shalimar • Wilder Zoby • Nick Hook     | 3:03   |      |      |      |      |      |
| 6.    | "Walking in the Snow"                                      | Meline • Render • T. Schwartz • W. Schwartz • Lola Mitchell                                               | El-P • Little Shalimar • Wilder Zoby                 | 3:55   |      |      |      |      |      |
| 7.    | "Just" (featuring Pharrell Williams & Zack de la Rocha)    | Meline • Render • Pharrell Williams • Zack de la Rocha • T. Schwartz • W. Schwartz                        | El-P • Little Shalimar • Wilder Zoby                 | 3:25   |      |      |      |      |      |
| 8.    | "Never Look Back"                                          | Meline • Render • T. Schwartz • W. Schwartz • Hugh Allison                                                | El-P • Little Shalimar • Wilder Zoby                 | 2:57   |      |      |      |      |      |
| 9.    | "The Ground Below"                                         | Meline • Render • T. Schwartz • W. Schwartz • Dave Allen • Hugo Burnham • Andy Gill • Jon King            | El-P • Little Shalimar • Wilder Zoby                 | 2:32   |      |      |      |      |      |
| 10.   | "Pulling the Pin" (featuring Mavis Staples & Joshua Homme) | Meline • Render • Joshua Homme • Cruz • T. Schwartz • W. Schwartz                                         | El-P • Homme • Little Shalimar • Wilder Zoby • Boots | 3:37   |      |      |      |      |      |
| 11.   | "A Few Words for the Firing Squad (Radiation)"             | Meline • Render • T. Schwartz • W. Schwartz • Matt Sweeney                                                | El-P • Sweeney • Little Shalimar • Wilder Zoby       | 6:42   |      |      |      |      |      |
| 38:57 |                                                            | |                                                      |        |      |      |      |      |      |